# Budimlja
Budimlja este un oraș din comuna Berane, Muntenegru. Conform datelor de la recensământul din 2003, orașul are 1694 de locuitori (la recensământul din 1991 erau 1464 de locuitori).

## Demografie
În orașul Budimlja locuiesc 1243 de persoane adulte, iar vârsta medie a populației este de 34,5 de ani (33,8 la bărbați și 35,2 la femei). În localitate sunt 459 de gospodării, iar numărul mediu de membri în gospodărie este de 3,69.
Populația localității este foarte eterogenă.
|  |

| Demografie | Demografie | Demografie |
| An         | Locuitori  | Locuitori  |
| ---------- | ---------- | ---------- |
|            |            |            |
|            |            |            |
|            |            |            |
|            |            |            |
| 1948       | 895        |            |
| 1953       | 875        |            |
| 1961       | 1210       |            |
| 1971       | 1450       |            |
| 1981       | 1465       |            |
| 1991       | 1464       | 1451       |
| 2003       | 1745       | 1694       |

| \| Componența etnică conform recensământului din 2003[2] \| Componența etnică conform recensământului din 2003[2] \| Componența etnică conform recensământului din 2003[2] \| Componența etnică conform recensământului din 2003[2] \| Componența etnică conform recensământului din 2003[2] \| \| ----------------------------------------------------- \| ----------------------------------------------------- \| ----------------------------------------------------- \| ----------------------------------------------------- \| ----------------------------------------------------- \| \| \| \| \| \| \| \| Sârbi \| Sârbi \| \| 1051 \| 62,04% \| \| Muntenegreni \| Muntenegreni \| \| 525 \| 30,99% \| \| Musulmani \| Musulmani \| \| 49 \| 2,89% \| \| Bosniaci \| Bosniaci \| \| 24 \| 1,41% \| \| Iugoslavi \| Iugoslavi \| \| 6 \| 0,35% \| \| Croați \| Croați \| \| 5 \| 0,29% \| \| Rusi \| Rusi \| \| 1 \| 0,05% \| \| Macedoneni \| Macedoneni \| \| 1 \| 0,05% \| \| necunoscută \| necunoscută \| \| 2 \| 0,11% \| |              |  |      |        |
| Componența etnică conform recensământului din 2003 |              |  |      |        |
| |              |  |      |        |
| Sârbi | Sârbi        |  | 1051 | 62,04% |
| Muntenegreni | Muntenegreni |  | 525  | 30,99% |
| Musulmani | Musulmani    |  | 49   | 2,89%  |
| Bosniaci | Bosniaci     |  | 24   | 1,41%  |
| Iugoslavi | Iugoslavi    |  | 6    | 0,35%  |
| Croați | Croați       |  | 5    | 0,29%  |
| Rusi | Rusi         |  | 1    | 0,05%  |
| Macedoneni | Macedoneni   |  | 1    | 0,05%  |
| necunoscută | necunoscută  |  | 2    | 0,11%  |